# Lennox Kilgour
Lennox Stanislaus Kilgour (* 5. Mai 1928 in Saint James; † 2004) war ein Gewichtheber aus Trinidad und Tobago.

## Werdegang
Kilgour, der den Spitznamen „Gour“ hatte, begann 1943 mit 15 Jahren mit dem Gewichtheben und wurde 1946 Juniorenmeister von Trinidad. Obwohl er 1948 bereits eine Bestleistung von 402,5 kg im Schwergewicht hatte und damit ein Medaillen-Kandidat war, wurde er nicht zu den Olympischen Spielen 1948 nach London entsandt. Wie Rodney Wilkes konnte er nicht bei Weltmeisterschaften starten, da dem Gewichtheber-Verband von Trinidad die finanziellen Mittel fehlten, seine Athleten auf die weiten Reisen nach Europa zu entsenden. Zu Kilgours Trainern gehörten Freddy Mendes und Alexander Chapman. Den Höhepunkt seiner Karriere hatte er mit dem Gewinn der olympischen Bronzemedaille 1952 in Helsinki.
Er beendete nach den Olympischen Spielen 1956 seine aktive Laufbahn und lebte danach in Trinidad als Trainer im Fitnessbereich.

### Internationale Erfolge
- 1949, 1. Platz, Westindische Meistersch., S, mit 402,5 kg;
- 1950, 1. Platz, Zentralamerik. Meistersch. in Guatemala, S;
- 1951, 2. Platz, PanAm Games in Buenos Aires, S, mit 402,5 kg, hinter John Davis (Gewichtheber), USA, 482,5 kg und vor Ferreira, Argentinien, 400 kg;
- 1952, Bronzemedaille, OS in Helsinki, Ms, mit 402,5 kg, hinter Norbert Schemansky, USA, 445 kg und Grigori Nowak, UdSSR, 410 kg;
- 1954, 2. Platz, British Empire Games, Ms, mit 392,5 kg, hinter Keevil Daly, Kanada, 400 kg und vor Joseph Barnett, England, 377,5 kg;
- 1956, 7. Platz, OS in Melbourne, Ms, mit 390 kg, Sieger: Arkadi Worobjow, UdSSR, 462,5 kg vor Dave Sheppard, USA, 442,5 kg

### Nationale Meisterschaften
Kilgour war vielfacher Meister von Trinidad im Mittelschwer- und Schwergewicht. 1956 wurde er z. B. Meister im Schwergewicht mit 407,5 kg.